# Grand Prix Général Patton
Il Grand Prix Général Patton è una corsa in linea maschile di ciclismo su strada che si svolge nell'area dell'Oesling, nel nord del Lussemburgo. È riservata alla categoria Juniores (ciclisti di 17 e 18 anni), e si tiene con cadenza annuale nel mese di luglio. Fino al 2018 è stata organizzata come corsa a tappe.

## Storia
Corsa per la prima volta nel 1947, la gara è intitolata al generale statunitense George Smith Patton, scomparso nel 1945 e sepolto nel Cimitero americano del Lussemburgo a Hamm. Fino al 1959 la gara fu riservata ai dilettanti, e fu vinta anche in due edizioni, nel 1950 e nel 1951, da Charly Gaul. Dal 1960 al 1962 fu aperta agli Allievi, mentre dal 1963 è riservata agli Juniores. Dal 2008 al 2019 la prova è stata inclusa nel calendario della Coppa delle Nazioni Juniors UCI; nel biennio 2020-2021 non si è invece svolta a causa della pandemia di COVID-19.
La prova conta fra i vincitori ciclisti poi affermatisi nel professionismo come Kim Kirchen (1996), Simon Špilak (2004), Jan Hirt (2009), Aleksandr Vlasov (2014), Marc Hirschi (2015) e Remco Evenepoel (2018).

## Albo d'oro
Aggiornato all'edizione 2022.
| Anno      | Vincitore                             | Secondo                               | Terzo                                 |
| --------- | ------------------------------------- | ------------------------------------- | ------------------------------------- |
| 1963      | Willy Day                             | Aloyse Eischen                        | Jean Sauveur                          |
| 1964      | Roger Gilson                          | Nico Langehegermann                   | Nico Igel                             |
| 1965      | Roland Smaniotto                      | Nico Folschette                       | Nico Christen                         |
| 1966      | Robert Bischel                        | Jürgen Siegel                         | René Dernoeden                        |
| 1967      | Heribert Ferring                      | Erny Kirchen                          | Jochen Werner                         |
| 1968      | Michel Thouvenin                      | Josef Dziuk                           | Nico Neyer                            |
| 1969      | André Beullens                        | Nico Neyer                            | Robert Michot                         |
| 1970      | Raymond Uhres                         | Bo Carlson                            | Nico Neyer                            |
| 1971      | Rudi Scheler                          | Bernard Vallet                        | René Habeaux                          |
| 1972      | René Habeaux                          | Tommy Prim                            | Paul Wieland                          |
| 1973      | Livio Ravagnan                        | Roland Nihlen                         | Fernand Jucken                        |
| 1974      | Bengt Nymann                          | Peter Tijssen                         | Peter Billigmann                      |
| 1975      | Roby Godart                           | Daniel Plummer                        | Jos Bellemakers                       |
| 1976      | Guy Greis                             | Pierre Everard                        | Jos Bellemakers                       |
| 1977      | non disputato                         | non disputato                         | non disputato                         |
| 1978      | Thierry Septon                        | Claude Michely                        | Josy Allegrini                        |
| 1979      | Johan van Asten                       | Hans-Werner Theisen                   | Acácio da Silva                       |
| 1980      | Peter Stigson                         | Marc Schefers                         | Alain Mat                             |
| 1981      | Corneille Daems                       | Eric Stoecklin                        | Gino Meex                             |
| 1982      | Michel Friedmann                      | Henri Schnadt                         | Guy Schaltz                           |
| 1983      | Andreas Merkle                        | Bruno Bruyère                         | Axel Rust                             |
| 1984      | Pascal Triebel                        | Jean-Michel Lance                     | Olivier Triebel                       |
| 1985      | Adriano Tempesta                      | Christian Elsen                       | Udo Thimm                             |
| 1986      | Johan Cuypers                         | Andrew Moss                           | Gino Jansen                           |
| 1987      | Patrick Evenepoel                     | Igor Van den Berghe                   | Andrew Moss                           |
| 1988      | Philip Vandevelde                     | Marc Partry                           | Aly Weber                             |
| 1989      | Philippe Wirtgen                      | Vincent Spitaleri                     | Daniel Martinez                       |
| 1990      | Eric van den Boom                     | Frédéric Noiset                       | Johannes Thiel                        |
| 1991      | Philippe Diederen                     | Mauro Zanella                         | Michael Bier                          |
| 1992      | Steven Persoon                        | Rolf Verhaegen                        | Eddy Dalmas                           |
| 1993      | Roger van de Wal                      | Ivan Peeters                          | Arno Bouten                           |
| 1994      | Jan D'Hooghe                          | Kris De Coen                          | Claude Entringer                      |
| 1995      | Christian Poos                        | Claude Entringer                      | Jos Lucassen                          |
| 1996      | Kim Kirchen                           | Mike Guilliams                        | Sven Gees                             |
| 1997      | Vincent van der Kooij                 | Sven Gees                             | Christian Hoelzl                      |
| 1998      | Eric Baumann                          | Christian Knees                       | Jele van Groezen                      |
| 1999      | Igor Abakoumov                        | Samuel Ardouin                        | Frederik Pieters                      |
| 2000      | Wim De Vocht                          | Stefan Cohnen                         | Kevin De Weert                        |
| 2001      | Jukka Vastaranta                      | Niels Scheuneman                      | Johnny Hoogerland                     |
| 2002      | Jukka Vastaranta                      | Matej Jurčo                           | Mathieu Perget                        |
| 2003      | Mikaël Cherel                         | Michael Schär                         | Pieter Jacobs                         |
| 2004      | Simon Špilak                          | Sjoerd Commandeur                     | Wim Van Hoolst                        |
| 2005      | Thomas Vedel Kvist                    | André Steensen                        | Thomas Guldhammer                     |
| 2006      | Gert Dockx                            | David Hesselbarth                     | Rasmus Guldhammer                     |
| 2007      | Dimitri Le Boulch                     | Ole Haavardsholm                      | Thomas Bonnin                         |
| 2008      | Sebastian Lander                      | Michael Matthews                      | Thomas Sprengers                      |
| 2009      | Jan Hirt                              | Barry Markus                          | Michael Valgren                       |
| 2010      | Olivier Le Gac                        | Jay McCarthy                          | Damien Howson                         |
| 2011      | Adrien Legros                         | Ivar Slik                             | Matej Mohorič                         |
| 2012      | Quentin Jauregui                      | Silvio Herklotz                       | Lennard Hofstede                      |
| 2013      | Christoffer Lisson                    | Mathieu van der Poel                  | Alexander Wachter                     |
| 2014      | Aleksandr Vlasov                      | Valentin Madouas                      | Lorenzo Fortunato                     |
| 2015      | Marc Hirschi                          | Georg Zimmermann                      | Bjorg Lambrecht                       |
| 2016      | Andreas Kron                          | Tanguy Turgis                         | Marc Hirschi                          |
| 2017      | Michele Gazzoli                       | Matej Blaško                          | Mauro Schmid                          |
| 2018      | Remco Evenepoel                       | Mattia Petrucci                       | Xandres Vervloesem                    |
| 2019      | Marco Brenner                         | Hugo Toumire                          | Maurice Ballerstedt                   |
| 2020-2021 | annullato per la pandemia di COVID-19 | annullato per la pandemia di COVID-19 | annullato per la pandemia di COVID-19 |
| 2022      | Jarno Widar                           | Kevin Biehl                           | Tyson Borremans                       |